# Францішек Вєльопольський
Францішек Вєльопольський, Вельопольський гербу Стариконь (нар. 21 вересня 1732 — пом. 14 січня 1809) — державний діяч Королівства Польського та Речі Посполитої, граф на Пєсковій Скалі та Живцю, маркграф на Мірові (частина Пінчова); маршалок надвірний коронний (1767—1775), перший президент Кракова (14 квітня — 11 вересня 1792 року).

## Життєпис
Народився Францішек 21 вересня 1732 року в сім'ї, на той час, конюшого великого коронного Кароля Вєльопольського та його дружини Ельжбети з Мнішеків.
Розпочав свою кар'єру Францішек Вєльопольський при дворі як королівський шамбелян.
Був послом князівств Освенцімського та Заторського на конвокаційний сейм 1764 року. Спочатку він виступав проти обрання Станіслава Августа Понятовського королем, хоча врешті підписав його «pacta conventa» 4 грудня 1764 року.
Був обраний маршалком Радомської конфедерації Краківського воєводства 1767 року. Був послом від Краківського воєводства на сейм 1767 року. У додатку до телеграми від 2 жовтня 1767 року президенту Колегії закордонних справ Російської імперії Нікітє Паніну російський посол Ніколай Рєпнін назвав його послом, відповідальним за реалізацію російських планів на цьому сеймі. 23 жовтня 1767 року ввійшов до складу делегації Сейму, обраної під тиском Рєпніна, створеної для визначення устрою Речі Посполитої. 14 листопада був номінований на посаду маршалка надвірного коронного.
24 березня 1768 року на Раді Сенату Вєльопольський проголосував за заклик російських військ до Польщі для придушення Барської конфедерації. Проте згодом він приєднався до останньої, належав до цешинського угруповання. Він був дуже активним і ревним її прихильником, витрачав багато власних коштів для її цілей і, перебуваючи в Сілезії, навіть відмовився від уряду маршалка в липні 1775 року після її падіння.
Досягнувши примирення з королем, 1778 року був відзначений орденом Білого Орла.
Після запровадження автономії для найбільших міст Речі Посполитої відповідно до ухваленого 18 квітня 1791 року під час Чотирирічного сейму «Закону про міста», Францішек Вєльопольський прийняв громадянство міста Кракова. 14 квітня 1792 року він став першим в історії президентом міста, обіймав цю посаду до 11 вересня цього ж року. Він не втручався надмірно в міські справи, залишивши фактичну владу віце-президенту Міхалу Вольману. Після захоплення міста російськими військами був ліквідований магістрат, були відновлені колишні органи управління. Його попросили знову обійняти президентську посаду, коли за наказом Начальника Тадеуша Костюшка 24 квітня 1794 року було відновлено магістратуру, обрану 1792 року, — він прийняв цю посаду заочно, але не прибув до Кракова і не виконував обов'язки президента. У цій ситуації віце-президент Вольман продовжува виконувати ці обов'язки до прусської окупації та відновлення передповстанської ради 15 червня 1794 року.
Помер Францішек Вєльопольський 14 січня 1809 року.

## Сім'я
Францішек Вєльопольський 1761 року одружився з Ізабелою Ельжбетою з Бєлінських (пом. 1814), донькою колишнього воєводи хелмінського Міхала Бєлінського. Подружжя мало 2 синів:
- Юзефа Яна Непомуцена[pl] (бл. 1760—1838) — суддю земського вішлицького, останнього XI-го ордината повної Ординації Мишковських (1809—1813).
- Міхала (1761—1838) — спадкоємця маєтків Слабковиці, Пшибиславиці, Гонтовиці, Томіни, Віон і Завада, морально й фізично ослабленого[17].

## Маєтності
Вєльопольський був X-м ординатом Ординації Мишковських (Пінчовської). Його краківською резиденцією була кам'яниця на площі Головний ринок під номером 47, відома як кам'яниця Менніца (монетний двір) чи Маркграфська кам'яниця.
Пінчовську ординацію він прийняв після смерті свого батька 26 березня 1774 року. Всупереч ординатській ерекції, він 1776 року віддав ключ Кемпський в оренду на 6 років Юзефу Стецькому, а ключ Малоксьонзький заставив за 160 000 злотих Юзефові Гноїнському, через два роки він віддав Великоксьонзький ключ в оренду Янові Вітте де Вехтеру; 1791 року віддав у оренду Міхаловський ключ Анджею та Зофії Войцеховським; 1796 року села Павловиці та Заґаювек віддав у оренду Іґнацію Дембінському; ключ Козубовський віддав Янові Зеелоффу тощо. Фактично, таким чином Францішек Вєльопольський розпочав процес дроблення та упадку ординації.
В останній чверті XVIII століття Францішком Вєльопольським був збудований палацовий комплекс у Пінчові. Комплекс складається з палацу, парку та прямокутного двору (з трьох колишніх господарських будівель, що оточували його, дві знищені сучасною забудовою). Палац Вєльопольських у стилі класицизму був побудований близько 1789 року (ймовірно, архітектором був Ян Фердинанд Накс). У трикутному завершенні його даху розміщений герб Францішека Вєльопольського.
1809 року на замовлення Францішека Велопольського розпочалася реконструкція палаці Мірув у Ксьонжі Великому, яку виконав архітектор Юзеф Леброні. Під час неї були видалені ренесансні фронтони, центральний корпус, що імітує вежу, був підвищений на один поверх, а всю будівлю прикрасили неокласичними вазами та готичними зубцями.

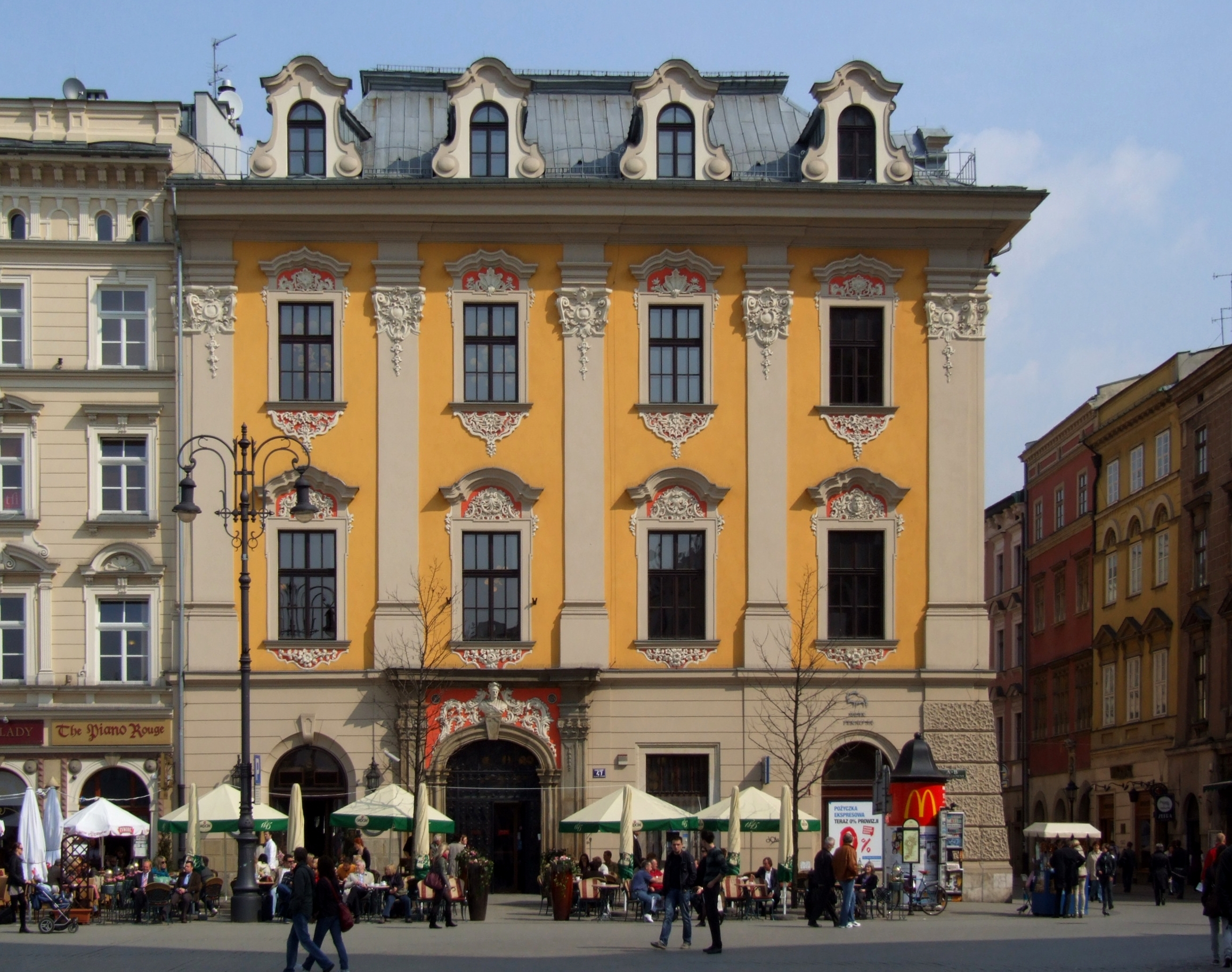
Кам'яниця Вєльопольських у Кракові
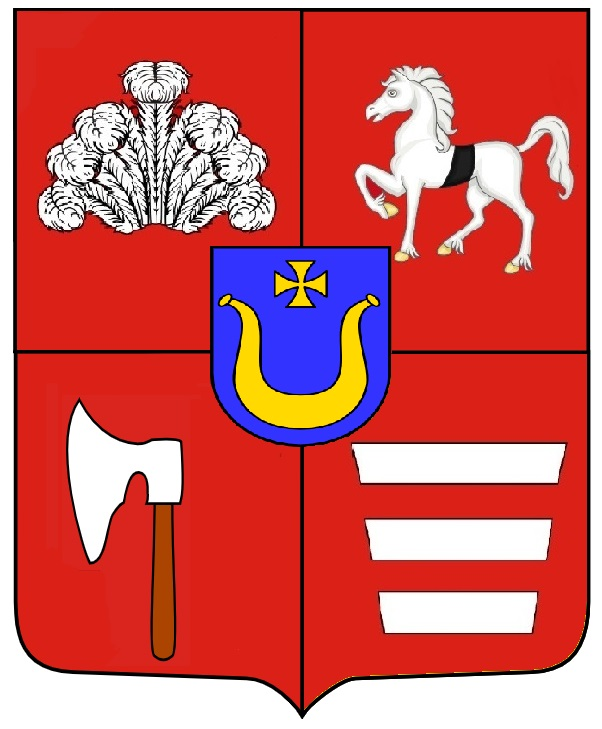
Герб Францішека Вєльопольського
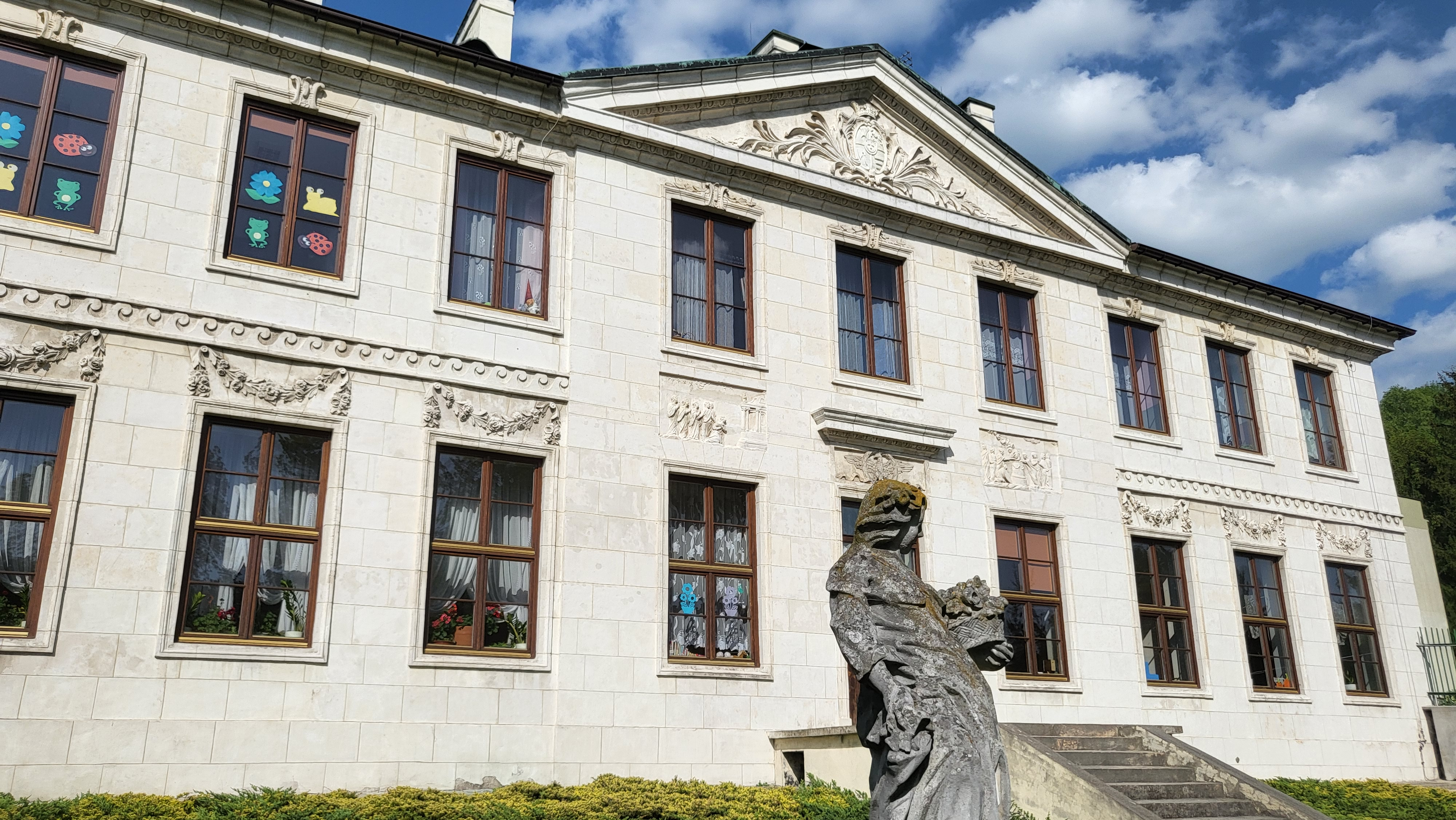
Палац Вєльопольських у Пінчові
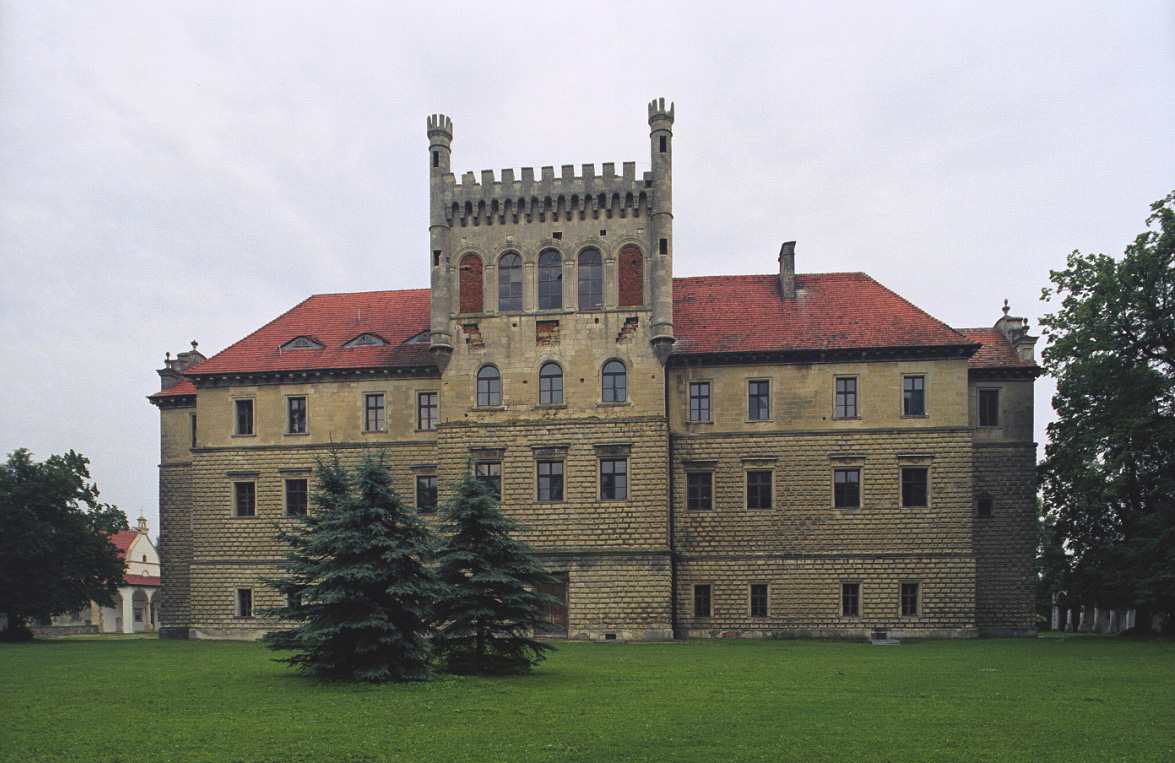
Палац Мірув у Ксьонжі-Великому